# Venlo
Venlo és un municipi de la província de Limburg, al sud-est dels Països Baixos. L'1 de gener del 2009 tenia 91.609 habitants repartits sobre una superfície de 86,41 km² (dels quals 1,79 km² corresponen a aigua). Limita al nord amb Horst aan de Maas, Bergen (Limburg) i Geldern, a l'oest amb Sevenum, Maasbree i Kessel (Limburg), al sud amb Beesel i a l'est amb els municipis alemanys Nettetal i Viersen.

## Centres de població
| 1. Venlo 2. Blerick 3. Tegelen 4. Belfeld 5. Arcen 6. Lomm 7. Velden | Localització de Venlo |

## Ajuntament
| Eleccions municipals | Eleccions municipals | Eleccions municipals | Eleccions municipals | Eleccions municipals | Eleccions municipals | Eleccions municipals |
| -------------------- | -------------------- | -------------------- | -------------------- | -------------------- | -------------------- | -------------------- |
| Partit               | Regidors 1998        | Regidors 1998        | Regidors 1998        | Regidors 1998        | Regidors 2001        | Regidors 2006        |
|                      | Venlo                | Tegelen              | Belfeld              | Groot-Venlo          | Groot-Venlo          | Groot-Venlo          |
| PvdA                 | 5                    | 2                    | -                    | 5                    | 3                    | 8                    |
| CDA                  | 10                   | 4                    | 3                    | 11                   | 12                   | 7                    |
| VVD                  | 7                    | 3                    | 2                    | 8                    | 7                    | 7                    |
| GroenLinks           | 5                    | -                    | -                    | 4                    | 5                    | 6                    |
| SP                   | 2                    | -                    | -                    | -                    | -                    | -                    |
| Partits locals       | 3                    | 8                    | 6                    | 8                    | 9                    | 9                    |
| Blerickse Democraten |                      |                      |                      |                      |                      | 2                    |
| Tegelse Democraten   |                      |                      |                      | 2                    |                      | 2                    |
| Belfeldse Democraten |                      |                      |                      | 1                    |                      | 2                    |
| Samen                |                      |                      |                      | 3                    |                      | 2                    |
| Realisten '82        |                      |                      |                      | 1                    |                      | 1                    |
| Overig               |                      |                      |                      | 1                    |                      |                      |
| Total                | 33                   | 17                   | 11                   | 37                   | 37                   | 37                   |

## Persones il·lustres
- Henri Alexis Brialmont, general
- François Folie (1833-1905), astrònom i director del Observatori Reial de Bèlgica a Uccle
- Rick Hoogendorp, futbolista
- Will Sanders, saxofonista